# 白鳥町 (香川県)
白鳥町（しろとりちょう）は、香川県大川郡にあった町。

## 歴史
- 1955年（昭和30年）7月1日 - 大川郡白鳥本町・五名村・白鳥村・福栄村が新設合併し、白鳥町が発足。
- 1960年（昭和35年）4月1日 - 町章を制定する[1]。
- 2003年（平成15年）4月1日 - 大川郡引田町・大内町と新設合併し、市制施行して東かがわ市が発足。同日白鳥町廃止。

## 出身著名人
- 植田辰哉（元バレーボール選手、現バレーボール日本男子代表監督）
- 樋端久利雄（海軍軍人、連合艦隊航空甲参謀として海軍甲事件で戦死）
- 中原淳一（イラストレーター）
- 藤井秀城（東かがわ市長）
- 三好大倫（プロ野球選手）